# Slovenska popevka 2005
Slovenska popevka 2005 je potekala 4. septembra v ljubljanskih Križankah. Prireditev so vodili Mario Galunič, Katarina Čas in Ljerka Belak.
Na razpis je prispelo 53 skladb, izmed katerih jih je izborna komisija (Črt Sojar Voglar, Jernej Vene, Ivo Umek, Rok Lopatič in Aleš Čar) za festival izbrala 14. Gledanost: 254.000 (13,2 %) gledalcev oz. 38-odstotni delež.

## Nastopajoči
| #   | Izvajalec      | Naslov pesmi    | Avtor glasbe                             | Avtor besedila       | Avtor aranžmaja               | Št. tel. glasov | Uvrstitev |
| --- | -------------- | --------------- | ---------------------------------------- | -------------------- | ----------------------------- | --------------- | --------- |
| 1.  | Žana           | Žana            | Marjetka Jurkovnik                       | Xena                 | Gregor Forjanič               | 822             | 11.       |
| 2.  | Ylenia         | Ne razumem      | Marino Legovič                           | Damjana Kenda Hussu  | Marino Legovič, Patrik Greblo | 1090            | 7.        |
| 3.  | Yuhubanda      | Če je to slovo  | Matjaž Vlašič                            | Urša Vlašič          | Patrik Greblo                 | 3329            | 1.        |
| 4.  | Nova pot       | Ne              | Marino Legovič                           | Damjana Kenda Hussu  | Aleš Avbelj                   | 276             | 14.       |
| 5.  | Anika Horvat   | Nihče ne ve     | Ferry Horvat                             | Drago Mislej - Mef   | Lojze Krajnčan                | 2329            | 2.        |
| 6.  | Iva Stanič     | Kam?            | Marko Mozetič                            | Štefan Miljevič      | Marko Mozetič                 | 1072            | 8.        |
| 7.  | Katrinas       | Na prepihu sanj | Katarina Habe, Rok Golob                 | Katarina Habe        | Rok Golob                     | 1050            | 9.        |
| 8.  | Folkrola       | Veter z juga    | Samo Javornik                            | Samo Javornik        | Lojze Krajnčan                | 1168            | 4.        |
| 9.  | Diona Dim      | Senca negra     | Bojan Simončič, Ana Soklič, Gašper Kačar | Ana Soklič           | Rok Golob                     | 654             | 13.       |
| 10. | Regina         | Pusti mi krila  | Damjan Pančur, Aleksander Kogoj          | Feri Lainšček        | Rok Golob                     | 1034            | 10.       |
| 11. | Selekcija      | V novi dan      | Marko Pezdirc                            | Tomislav Jovanovič   | Gregor Forjanič               | 1145            | 5.        |
| 12. | Kalamari       | www.ljubezen.si | Radovan Kokošar                          | Marjan Pintar        | Patrik Greblo                 | 1137            | 6.        |
| 13. | Monika Pučelj  | Oprosti mi      | Aleš Klinar                              | Anja Rupel           | Lojze Krajnčan                | 1998            | 3.        |
| 14. | Jernej Dermota | Naj bo kot prej | Patrik Greblo                            | Urša Mravlje - Fajon | Patrik Greblo                 | 682             | 12.       |

Nastopajoče je spremljal Revijski orkester RTV Slovenija pod vodstvom Lojzeta Krajnčana, Patrika Grebla in Roka Goloba. Med glasovanjem občinstva so kot gostje nastopili Eva Hren, Romana Krajnčan, Alenka Godec in Uroš Perič.

## Seznam nagrajencev
Najboljšo skladbo po mnenju strokovne žirije je določila posebna komisija Društva slovenskih skladateljev, v kateri so bili Črt Sojar Voglar, Jure Robežnik in Jaka Pucihar. O ostalih strokovnih nagradah je odločala žirija v sestavi Jernej Vene, Črt Sojar Voglar, Aleš Čar, Ivo Umek in Rok Lopatič.
Nagrada občinstva za najboljšo popevko
- Če je to slovo Matjaža Vlašiča (glasba) in Urše Vlašič (besedilo) v izvedbi skupine Yuhubanda

Nagrada strokovne žirije za najboljšo skladbo v celoti
- Ne razumem Marina Legoviča (glasba in aranžma) in Damjane Kenda Hussu (besedilo) v izvedbi Ylenie Zobec

Nagrada za najboljše besedilo
- Drago Mislej - Mef za pesem Nihče ne ve

Nagrada za najboljši aranžma
- Lojze Krajnčan za pesem Nihče ne ve

Nagrada za najboljšo izvedbo
- Ylenia Zobec

Nagrada za najboljšega debitanta
- Iva Stanič